# R&E (芸能事務所)
株式会社R&E（アールアンドイー）は、東京都世田谷区に拠点を置く、芸能事務所。モデル・俳優等のマネジメント及びイベントや映像の企画・制作、キャスティング等も行っている。

## 沿革
2014年（平成26年）12月に芸能事務所を設立。社名『R&E』はRise＆Enableの略（Rise：上昇、Enable：可能にする）。また、RE：再生という意味もある。
設立後、モデル・俳優・タレント・サウンドクリエイター等をプロデュースし、2015年（平成27年）からES事業部を立ち上げ企業イベント企画・運営等も行っている。また、2017年（平成29年）にはRise Entertainment Academyを発足し、現在に至る。

## 主な所属者

### 男性の所属者一覧
- 永吉幸一郎

### 女性の所属者一覧
- 恵理加
- 鈴木優梨